# Полтава 1-я
Полтава 1-я — село Азовского района Ростовской области. Основано в 1830 переселенцами из Полтавы.

## География
Расположен в 35 км (по дорогам) юго-западнее районного центра — города Азова.

### Улицы
| - ул. Мира - ул. Парковая - ул. Пушкина - ул. Пушкинская - ул. Спортивная - ул. Южная | - пер. Молодёжный - пер. Новостройки - пер. Ст. Разина - пер. Фермерский |

## Население
| 1989 | 2002 | 2010 |
| ---- | ---- | ---- |
| 186  | ↗568 | ↘551 |

По данным переписи 1926 года по Северо-Кавказскому краю, в населённом пункте числилось 78 хозяйств и 519 жителей (253 мужчины и 266 женщин), из которых украинцы — 96,15 % или 499 чел.